# Přebor Olomouckého kraje 2008/2009
V soubojích 18. ročníku Přeboru Olomouckého kraje 2008/09 (jedna ze skupin 5. fotbalové ligy) se utkalo 16 týmů každý s každým dvoukolovým systémem podzim–jaro. Tento ročník začal v sobotu 9. srpna 2008 úvodními pěti zápasy 1. kola a skončil v neděli 14. června 2009 zbývajícími pěti zápasy 30. kola.

## Nové týmy v sezoně 2008/09
- Z Divize D 2007/08 ani z Divize E 2007/08 nesestoupilo do Přeboru Olomouckého kraje žádné mužstvo.
- Ze skupin I. A třídy Olomouckého kraje 2007/08 postoupila mužstva TJ Zlaté Hory (vítěz skupiny A), SK Loštice (2. místo ve skupině A) a TJ FC Hněvotín (vítěz skupiny B).[1]

## Konečná tabulka
Zdroj: 
| Poř. | Tým                | Z  | V  | R | P  | VG | OG | B  |
| ---- | ------------------ | -- | -- | - | -- | -- | -- | -- |
| 1.   | FK Mikulovice      | 30 | 22 | 4 | 4  | 73 | 30 | 70 |
| 2.   | 1. HFK Olomouc „B“ | 30 | 17 | 6 | 7  | 59 | 36 | 57 |
| 3.   | FC Kralice na Hané | 30 | 15 | 5 | 10 | 44 | 38 | 50 |
| 4.   | TJ Tatran Litovel  | 30 | 16 | 1 | 13 | 57 | 37 | 49 |
| 5.   | FC Dolany          | 30 | 13 | 5 | 12 | 61 | 52 | 44 |
| 6.   | TJ Sokol Určice    | 30 | 12 | 8 | 10 | 48 | 53 | 44 |
| 7.   | TJ FC Hněvotín (N) | 30 | 12 | 5 | 13 | 50 | 48 | 41 |
| 8.   | FK Jeseník         | 30 | 11 | 6 | 13 | 43 | 50 | 39 |
| 9.   | FK Kozlovice       | 30 | 11 | 5 | 14 | 61 | 60 | 38 |
| 10.  | FC Želatovice      | 30 | 10 | 7 | 13 | 63 | 69 | 37 |
| 11.  | 1. FC Přerov       | 30 | 11 | 4 | 15 | 46 | 44 | 37 |
| 12.  | TJ Sokol Ústí      | 30 | 10 | 5 | 15 | 48 | 57 | 35 |
| 13.  | TJ Sokol Leština   | 30 | 9  | 8 | 13 | 38 | 69 | 35 |
| 14.  | FK Šternberk       | 30 | 10 | 5 | 15 | 45 | 58 | 35 |
| 15.  | TJ Zlaté Hory (N)  | 30 | 9  | 6 | 15 | 35 | 55 | 33 |
| 16.  | SK Loštice (N)     | 30 | 8  | 8 | 14 | 42 | 57 | 32 |

Poznámky:
- Z = Odehrané zápasy; V = Vítězství; R = Remízy; P = Prohry; VG = Vstřelené góly; OG = Obdržené góly; B = Body; (S) = Mužstvo sestoupivší z vyšší soutěže; (N) = Mužstvo postoupivší z nižší soutěže (nováček)

|  | Postup do Divize E 2009/10                             |
|  | Sestup do I. A třídy Olomouckého kraje – sk. A 2009/10 |